# Lijst van nummer 1-hits in Duitsland in 1966
Deze hits stonden in 1966 op nummer 1 in de Der Musikmarkt, de bekendste hitlijst in Duitsland.
| Datum        | Artiest                            | Titel                            |
| ------------ | ---------------------------------- | -------------------------------- |
| 1 januari    | The Rolling Stones                 | Get off my cloud                 |
| 8 januari    | The Rolling Stones                 | Get off my cloud                 |
| 15 januari   | The Rolling Stones                 | Get off my cloud                 |
| 22 januari   | Drafi Deutscher                    | Marmor, Stein und Eisen bricht   |
| 29 januari   | Drafi Deutscher                    | Marmor, Stein und Eisen bricht   |
| 5 februari   | Chris Andrews                      | Yesterday man                    |
| 12 februari  | Chris Andrews                      | Yesterday man                    |
| 19 februari  | Chris Andrews                      | Yesterday man                    |
| 26 februari  | Chris Andrews                      | Yesterday man                    |
| 5 maart      | Chris Andrews                      | Yesterday man                    |
| 12 maart     | Roy Black                          | Ganz in weiß                     |
| 19 maart     | Roy Black                          | Ganz in weiß                     |
| 26 maart     | Roy Black                          | Ganz in weiß                     |
| 2 april      | The Rolling Stones                 | 19th Nervous breakdown           |
| 9 april      | The Rolling Stones                 | 19th Nervous breakdown           |
| 16 april     | Nancy Sinatra                      | These boots are made for walkin' |
| 23 april     | Nancy Sinatra                      | These boots are made for walkin' |
| 30 april     | Nancy Sinatra                      | These boots are made for walkin' |
| 7 mei        | Nancy Sinatra                      | These boots are made for walkin' |
| 14 mei       | Nancy Sinatra                      | These boots are made for walkin' |
| 21 mei       | Nancy Sinatra                      | These boots are made for walkin' |
| 28 mei       | Freddy Quinn                       | Hundert mann und ein befehl      |
| 4 juni       | Freddy Quinn                       | Hundert mann und ein befehl      |
| 11 juni      | The Beach Boys                     | Sloop John B                     |
| 18 juni      | The Beach Boys                     | Sloop John B                     |
| 25 juni      | The Beach Boys                     | Sloop John B                     |
| 2 juli       | The Beach Boys                     | Sloop John B                     |
| 9 juli       | The Beach Boys                     | Sloop John B                     |
| 16 juli      | The Beatles                        | Paperback writer                 |
| 23 juli      | The Beatles                        | Paperback writer                 |
| 30 juli      | The Beatles                        | Paperback writer                 |
| 6 augustus   | Frank Sinatra                      | Strangers in the night           |
| 13 augustus  | Frank Sinatra                      | Strangers in the night           |
| 20 augustus  | Frank Sinatra                      | Strangers in the night           |
| 27 augustus  | Frank Sinatra                      | Strangers in the night           |
| 3 september  | Frank Sinatra                      | Strangers in the night           |
| 10 september | Frank Sinatra                      | Strangers in the night           |
| 17 september | Frank Sinatra                      | Strangers in the night           |
| 24 september | Frank Sinatra                      | Strangers in the night           |
| 1 oktober    | The Beatles                        | Yellow submarine                 |
| 8 oktober    | The Beatles                        | Yellow submarine                 |
| 15 oktober   | The Beatles                        | Yellow submarine                 |
| 22 oktober   | The Beatles                        | Yellow submarine                 |
| 29 oktober   | The Beatles                        | Yellow submarine                 |
| 5 november   | Dave Dee, Dozy, Beaky, Mick & Tich | Bend it                          |
| 12 november  | Dave Dee, Dozy, Beaky, Mick & Tich | Bend it                          |
| 19 november  | Dave Dee, Dozy, Beaky, Mick & Tich | Bend it                          |
| 26 november  | Dave Dee, Dozy, Beaky, Mick & Tich | Bend it                          |
| 3 december   | Dave Dee, Dozy, Beaky, Mick & Tich | Bend it                          |
| 10 december  | Dave Dee, Dozy, Beaky, Mick & Tich | Bend it                          |
| 17 december  | Dave Dee, Dozy, Beaky, Mick & Tich | Bend it                          |
| 24 december  | The Kinks                          | Dandy                            |
| 31 december  | The Kinks                          | Dandy                            |